# Ayuda informal
La asistencia o cuidados a una persona de edad (enferma o  con discapacidad), miembro de una familia, amigo o cliente, tiene como finalidad permitir al que la recibe un nivel óptimo de independencia. La ayuda puede ser instrumental o material (práctica, a mano), afectiva, financiera o cualquier otra que el recibiente considere de valor o de necesidad. Varía en intensidad y duración: desde una hora diaria regular o esporádica, hasta las 24 horas diarias durante días o años. En España, los proveedores de asistencia, pagados o sin remuneración, han aumentado fuertemente en los últimos años y seguirá en los próximos, pues el número de mayores se ha incrementado y consecuentemente el de los que padecen alguna discapacidad.
La mayor parte de la ayuda a mayores es informal, es decir, la aportada por un miembro de la familia y amigo, sin remuneración, y es la que prefieren los que la precisan. La asistencia formal, generalmente remunerada, suele estar asociada a alguna organización prestadora de servicios y es más frecuente entre los que viven solos. Los voluntarios (no pagados) que están bajo una organización pueden considerarse dentro del sector formal. En la ayuda informal, un individuo de la familia es normalmente el que suele acabar siendo la persona principal que asume mayor responsabilidad, por conveniencia o porque así lo escogió. Suele ser el que vive más cerca, empezando por el cónyuge o algún hijo no emancipado y continuando con el resto de hijos, familiares y otras personas.